# Ачи, Уильям Чарльз
Уильям Чарльз Ачи-младший (англ. William Charles Achi Jr.; 1 июля 1889 — 17 июня 1947 года) — гавайский юрист, судья и композитор.

## Биография
Уильям Чарльз Ачи-младший родился 1 июля 1889 года в Гонолулу. Его отец, Уильям Чарльз Ачи, был политическим деятелем королевства Гавайи и территории Гавайи после аннексии королевства Соединёнными Штатами.
Ачи посещал множество учебных заведений, начиная с Сент-Луис Колледж в Гонолулу в 1904 году, затем Оаху Колледж в 1908 году. С 1909 по 1911 учился в Стэнфордском университете (где он также был членом университетской бейсбольной команды и студенческого симфонического оркестра), с 1911 по 1912 год учился в Йельском университете и в Чикагском университете с 1912 по 1913 год. Получил учёную степень бакалавра в университете штата Мичиган в 1914 году, став первым уроженцем Гавайских островов, который получил диплом этого университета. Был автором целого ряда студенческих песен, в том числе «Sons of the Stanford Red», «Sons of Eli« и «Fight, Men of Michigan», также написал комическую оперу под названием «Pranks of Paprika».
Имел юридическую практику в территориальных судах начиная с 6 ноября 1917 года. До 1919 года занимался адвокатской деятельностью вместе со своим отцом. 19 ноября 1919 года Ачи был назначен на четырехлетний срок в качестве судьи пятого окружного суда на территорию Гавайских островов президентом США Вудро Вильсоном. Занимал эту должность вплоть до 14 июля 1934 года, когда Франклин Д. Рузвельт назначил вместо него Каррика Хьюм Бака. Замена была мотивирована, по крайней мере частично, враждой между территориальными делегатами Линкольном Л. Маккэндлессом и близким другом Ачи мэром Гонолулу Джоном Х. Уилсоном.
Ачи женился на Ребекке Каулани Крюс в Кайналиу 7 июня 1911 года. Вместе у них было шестеро детей: Уильям Чарльз III, Ричард Келии, Мэри-Энн, Ребекка Каохулейлани, Линкольн Лелейви и Стэнли Алапай. Умер в больнице Гонолулу 17 июня 1947 года.